# De Witt (CDP, New York)
Pour les articles homonymes, voir De Witt.
De Witt est une census-designated place du comté d'Onondaga, dans l'État de New York, aux États-Unis,. En 2020, elle compte une population de 11 247 habitants.